# Dragó endolat
El dragó endolat (Lepidodactylus lugubris) és una espècie de sauròpsid (rèptil) escatós de la família dels gecònids àmpliament distribuït per Àsia i Oceania. També ha estat introduït a Amèrica, des de Mèxic fins a Xile, i en les Seychelles. En l'estat de Guerrero, se'l coneix com a "cuija".
La forma de reproducció és interna-desenvolupament extern.